# Егон Савин
Егон Савин (Сарајево, 2. септембар 1955) српски је и југословенски позоришни редитељ.

## Биографија
Рођен је у породици оперских певача. Јеврејског је порекла. Режију је дипломирао 1979. године на Факултету драмских уметности у Београду у класи професора Дејана Мијачa.
Већ својим првим режијама представио се као један од најзначајнијих српских и југословенских редитеља. Ради као редовни професор на Катедри за позоришну режију Факултету драмских уметности у Београду. Као професоре изнедрио неколико истакнутих позоришних редитеља као што су Ана Ђорђевић, Ана Томовић, Филип Гринвалд, Владан Ђурковић.
Иза себе има седамдесет режија разноврсног драмског репертоара, од савремених домаћих аутора, које је режирао у неформалним трупама, до светских класика, у највећим националним театрима. Радио је широм бивше Југославије: Београд, Загреб, Нови Сад, Скопље, Сарајево, Подгорица, Ријека, Сомбор, Крушевац и Зрењанин. Представе Егона Савина су на гостовањима игране широм света: у Њујорку, Чикагу, Монтреалу, Торонту, Паризу, Бечу, Нансију, Милхајму, Визбадену, Цириху, Тел Авиву, Варшави, Прагу, Будимпешти, Трсту.

## Награде
- Награда за режију „Јурислав Коренић“ МЕС Сарајево – 1979.
- „Златни ловор вијенац“ за режији МЕС Сарајево – 1980.
- „Три златне звијезде“ за режију МЕС Сарајево – 1981.
- Награда за режију на Сусрету војвођанских позоришта 1987.
- Стеријина награда за режију 1989.
- Награда за режију на Позоришним свечаностима Младеновца 1992.
- Стеријина Награда за режију 1992.
- Награда „Бојан Ступица“ за најбољу режију 1992/3
- Статуета слобода за режију Позоришним свечаностима Младеновца 1993.
- Стеријина награда за режију 1993.
- Златна медаља „Јован Ђорђевић“ 1997.
- Стеријина награда за режију 1997.
- „Ардалион“ за драматизацију на Југословенском позоришном фестивалу 1999.
- Стеријина награда за адаптацију 2000.
- Велика награда ЦНП за режију 2000.
- Велика награда Гран при В бијенале сценског дизајна 2004.
- „Ардалион“ за најбољу режију на Југословенском позоришном фестивалу 2004.
- Награда за најбољу режију „Бојан Ступица“ 2004.
- „Ћуран“ за најбољу режију на Данима комедије 2005.
- Стеријина награда за адаптацију 2005.
- 2005. добитник Статуете Јоаким Вујић коју додељује Књажевско-српски театар из Крагујевца.
- Априлска награда Града Београда 2005.
- Награда за режију на Сусрету војвођанских позоришта 2006.
- „Ћуран“ за најбољу режију на Данима комедије 2006.
- Стеријина награда за изузетне заслуге 2006.
- Награда за режију Вршачка Јесен 2007.
- Награда за режију на Сусрету војвођанских позоришта 2008.
- „Ћуран“ за најбољу режију на Данима комедије 2008.
- Јоакимова Награда за режију ЈоакимИнтерФест Крагујевац 2008.
- Награда за најбољу режију на Међународном фестивалу малих сцена, Ријека 2008.
- Стеријина награда за режију 2008.
- Јоакимова награда за режију и Јоакимова награда за сценографију ЈоакимФест Крагујевац 2009.
- Награда „Дејан Мијач”[4]

## Одабрана театрографија

### Светски класици
- Ф. М. Достојевски „Злочин и казна“, Битеф Театар, Београд ?
- М. Горки „На летовању“, ЈДП, Београд
- Е. Ростан „Сирано од Бержерака“, Народно позориште Београд
- И. Гончаров „Обломов“, ЦНП Подгорица
- И. Сингер „Демон“, Народно позориште Београд
- В. Шекспир „Млетачки трговац“, ЈДП Београд
- А. Н. Островски, „Шума“, ЈДП Београд
- Ж. П. Молијер „Тартиф“, ЈДП Београд
- Ф. М. Достојевски „Ујкин сан“, СНП

### Савремени светски писци
- И. Иредински „Збогом Јудо“ (дипломска представа)
- Ф. В. Крец „Ни риба ни месо“, Камерни театар 55 Сарајево
- В. Хавел „Ларго Десолато“, Камерни театар 55 Сарајево
- С. Шепард „Стање шока“, Народно позориште Београд
- Е. Бонд „Нигде никог немам“, ЦНП Подгорица
- Е. Пуиг „Пољубац жене паука“, Звездара театар Београд
- С. Бекет „Не Ја“, ПРЗ „Нова осећајност“, Београд (1981. године)

### Домаћи класици
- Ј. Стерија „Лажа и паралажа“, СНП Нови Сад
- Ј. Стерија „Кир Јања“, Народно позориште Београд
- А. Поповић „Тамна је ноћ“, Култ театар Београд
- А. Поповић „Мрешћење шарана“, СНП Нови Сад
- Ј. Стерија „Покондирена тиква“, Народно позориште Београд
- Д. Киш „Електра“, ЦНП Подгорица
- М. Крлежа „Господа Глембајеви“, СНП Нови Сад
- Ј. Готовац/М. Беговић „Еро са онога свијета“, Опера СНП Нови Сад
- А. Поповић „Свињски отац“, НП Крушевац
- А. Поповић „Смртоносна мотористика“ Атеље 212
- Б. Нушић „Тако је морало бити“, ЈДП Београд
- М. Селимовић „Дервиш и смрт“, Народно позориште Београд

## Савремени домаћи писци
- Д. Ковачевић „Свети Георије убива аждаху“, СНП Нови Сад
- Љ. Симовић „Чудо у Шаргану“, СНП Нови Сад
- Љ. Симовић „Путујуће позориште Шопаловић“, СНП Нови Сад
- Р. Павловић „Шовинистичка фарса“, СКЦ Београд
- Д. Лесковар „Три чекића“ СНП Нови Сад
- С. Ковачевић „Ново је доба“ Београдско драмско позориште Београд
- С. Копривица, „Дуго путовање у Јевропу“, Београдско драмско позориште Београд
- Н. Ромчевић „Лаки комад“, СНП Нови Сад
- М. Поповић „Буба“, Звездара театар Београд
- Б. Радаковић „Кај сад?“, Београдско драмско позориште Београд
- Д. Спасојевић „Одумирање“, Атеље 212 Београд
- И. Лалић „Херој нације“, НП „Тоша Јовановић“ Зрењанин
- М. Фехимовић „Ћеиф“, Београдско драмско позориште Београд[5]